# Ранджелович, Лазар
Ла́зар Рандже́лович (серб. Лазар Ранђеловић; род. 5 августа 1997, Лесковац) — сербский футболист, нападающий.

## Клубная карьера
Родился в Лесковаце и прошёл через молодёжные команды местного клуба «Слога». Летом 2015 года перешёл в клуб «Единство» Бошняце, где забил один гол и провёл 21 матч в течение сезона. Затем он присоединился к «Радан» Лебане, где играл до конца 2016 года, в 15 матчах забил 4 гола.
В начале 2017 года подписал свой первый четырёхлетний профессиональный контракт с футбольным клубом «Раднички», и вскоре после этого он был отправлен в аренду в «Цар Константин» до конца сезона 2016/2017. Вернувшись из аренды, провёл летний предсезонный период с «Радничками», после чего дебютировал на профессиональном уровне в стартовом матче сербской Суперлиги сезона 2017/2018, заменив Марко Мркича на 73-й минуте выездной игры против «Црвены Звезды» из Белграда.
Затем перешёл на правах аренды в сербский клуб Первой лиги «Динамо» Вране, где забил 9 голов в 26 матчах и способствовал продвижению команды в высший эшелон.
30 августа 2018 года подписал контракт с греческим клубом «Олимпиакос». Было решено, что он останется в своём бывшем клубе «Раднички» на правах аренды на сезон 2018/2019.
К концу сезона 2018/2019 забил в общей сложности семь голов и сделал восемь передач, в результате чего серб вернулся в «Олимпиакос». 21 августа 2019 года, выйдя на замену, забил два мяча в домашнем матче против «Краснодара» в плей-офф Лиги чемпионов.
В последний день летнего трансферного окна 2021 года был отдан на год в аренду в испанский клуб «Леганес».
8 сентября 2022 года подписал контракт с «Уралом». 9 сентября дебютировал за клуб в матче с московским «Торпедо» (2:0). 1 октября забил свой первый гол за Урал в ворота «Локомотива» (4:2). 7 октября забил победный мяч в ворота «Химок» (2:1).
14 сентября 2023 года перешёл в «Рубин» на правах аренды до конца сезона 2023/2024.

## Карьера в сборной
В сентябре 2018 года получил свой первый вызов в сборную Сербии до 21 года от тренера Горана Джоровича.
7 сентября 2018 года забил первый гол в своём дебютном матче против Македонии.
Дебют за национальную сборную Сербии состоялся 18 ноября 2020 года в матче Лиги наций против сборной России, заменив на 90-й минуте Филипа Младеновича.

## Клубная статистика
| Клуб               | Сезон      | Лига                 | Лига  | Лига | Кубок | Кубок | континент | континент | итог  | итог |
| Клуб               | Сезон      | Дивизион             | Матчи | Голы | Матчи | Голы  | Матчи     | Голы      | Матчи | Голы |
| ------------------ | ---------- | -------------------- | ----- | ---- | ----- | ----- | --------- | --------- | ----- | ---- |
| Единство Бошняце   | 2015/16    | Сербская лига Восток | 21    | 1    | —     | —     | —         | —         | 21    | 1    |
| Радан Лебане       | 2016/17    | Сербская лига Восток | 15    | 4    | 1     | 0     | —         | —         | 16    | 4    |
| Раднички (Ниш)     | 2017/18    | Суперлига Сербии     | 1     | 0    | —     | —     | —         | —         | 1     | 0    |
| Раднички (Ниш)     | 2018/19    | Суперлига Сербии     | 36    | 7    | 3     | 0     | 1         | 0         | 40    | 7    |
| Раднички (Ниш)     | Итог       | Итог                 | 37    | 7    | 3     | 0     | 1         | 0         | 41    | 7    |
| → Цар Константин   | 2016/17    | Сербская лига Восток | 8     | 1    | —     | —     | —         | —         | 8     | 1    |
| → Динамо (Вране)   | 2017/18    | Первая лига          | 26    | 9    | —     | —     | —         | —         | 26    | 9    |
| Олимпиакос (Пирей) | 2019/20    | Суперлига Греции     | 15    | 2    | 6     | 2     | 10        | 2         | 31    | 6    |
| Олимпиакос (Пирей) | 2020/21    | Суперлига Греции     | 23    | 0    | 4     | 0     | 8         | 0         | 35    | 0    |
| Олимпиакос (Пирей) | 2021/22    | Суперлига Греции     | —     | —    | —     | —     | 2         | 0         | 2     | 0    |
| Олимпиакос (Пирей) | 2022/23    | Суперлига Греции     | 3     | 1    | —     | —     | 4         | 0         | 7     | 1    |
| Олимпиакос (Пирей) | Итог       | Итог                 | 41    | 3    | 10    | 2     | 24        | 2         | 75    | 7    |
| → Леганес          | 2021/22    | Сегунда              | 34    | 5    | 3     | 0     | —         | —         | 37    | 5    |
| → Урал             | 2022/23    | Премьер-лига         | 18    | 3    | 10    | 0     | —         | —         | 28    | 3    |
| Рубин              | 2023/24    | Премьер-лига         | 6     | 0    | 1     | 0     | —         | —         | 7     | 0    |
| Общий итог         | Общий итог | Общий итог           | 206   | 33   | 28    | 2     | 25        | 2         | 259   | 37   |

## Достижения

### «Олимпиакос»
- Чемпион Греции: 2019/20, 2020/2021
- Обладатель Кубка Греции: 2019/20
- Финалист Кубка Греции: 2020/21

### Индивидуальные
- Самый ценный игрок Кубка Греции: 2019/20